# Seileria eucyaniformis
Seileria eucyaniformis là một loài bướm đêm thuộc phân họ Arctiinae, họ Erebidae.